# Reghin
Reghin (veraltet Reghinul Săsesc oder Regin; deutsch Sächsisch-Regen oder Sächsisch-Reen, siebenbürgisch-sächsisch Reen, ungarisch Szászrégen) ist eine Stadt im Kreis Mureș in der Region Siebenbürgen in Rumänien. Der Beiname Oraşul Viorilor („Stadt der Geigen“) verweist auf den Ruf der Stadt als führendes Zentrum für Musikinstrumentenbau in Rumänien, das besonders für die Fertigung von Geigen bekannt ist.

## Lage
Sächsisch-Regen befindet sich im nördlichen Teil des Kreises Mureș, im sogenannten Reener Ländchen, dessen Hauptort die Stadt einstmals war, im nördlichen Teil des Siebenbürgischen Beckens. Am rechten Ufer des Mureș (Mieresch), der Bahnstrecke Târgu Mureș–Gheorgheni und der Nationalstraße DN15 liegt der Ort 32 Kilometer nördlich von der Kreishauptstadt Târgu Mureș entfernt. Die Stadt entstand zunächst auf einer geschützten Fläche am rechten Ufer des Mieresch an einer Flussgabelung. Der Rosengraben ist ein kaum zwei Kilometer langer Bach und teilt die beiden Stadtteile. Er vertieft und verbreitert sich, sobald er den Stadtrand erreicht, dessen Häuser und Gärten bis an sein hohes Ufer reichen. An einigen Stellen ist der Graben sieben Meter tief und acht Meter breit. Im unteren Teil seines Verlaufes flacht er ab.

## Geschichte

### Frühgeschichte
Im Umfeld der Stadt, auf einem von den Einheimischen „Dealul bisericii“ (Kirchberg) genannten Areal, weisen Bodenfunde bis in die Jungsteinzeit zurück. Aus der Bronzezeit stammen Keramikfunde und Schmuckstücke, die bei den Vororten Batoș, Ideciu de Jos und Goreni ausgegraben wurden. Bei Dedra geborgene Funde aus dakisch-römischer Zeit belegen die Besiedlungsgeschichte zu Beginn der Zeitrechnung. Die in der Zeit der Völkerwanderung angesiedelte Bevölkerung schützte sich mit Fliehburgen (Sattelburg und Spitzburg). Im 8. bis 11. Jahrhundert gelangte das Gebiet unter die Herrschaft ungarischer Stämme und wurde später Teil des Königreichs Ungarn.

### Ersterwähnung und Tatarensturm
Der Ort wurde 1228 in einer Urkunde des ungarischen Königs Andreas II. erstmals als „Regun“ erwähnt. Die ersten Spuren deutscher Siedler (hospites teutonici) im Land des Karpatenbogens stammen aber bereits aus dem Jahr 1141. Die noch junge Stadt wurde 1241 beim ersten Tatarensturm vollkommen zerstört; es folgten 1285 und 1393 weitere Überfälle. An das traumatische Ereignis von 1241 erinnern ein Platz in der Feldflur und die mündliche Überlieferung „Wo das alte Reen begraben liegt“.

### Der Marktflecken

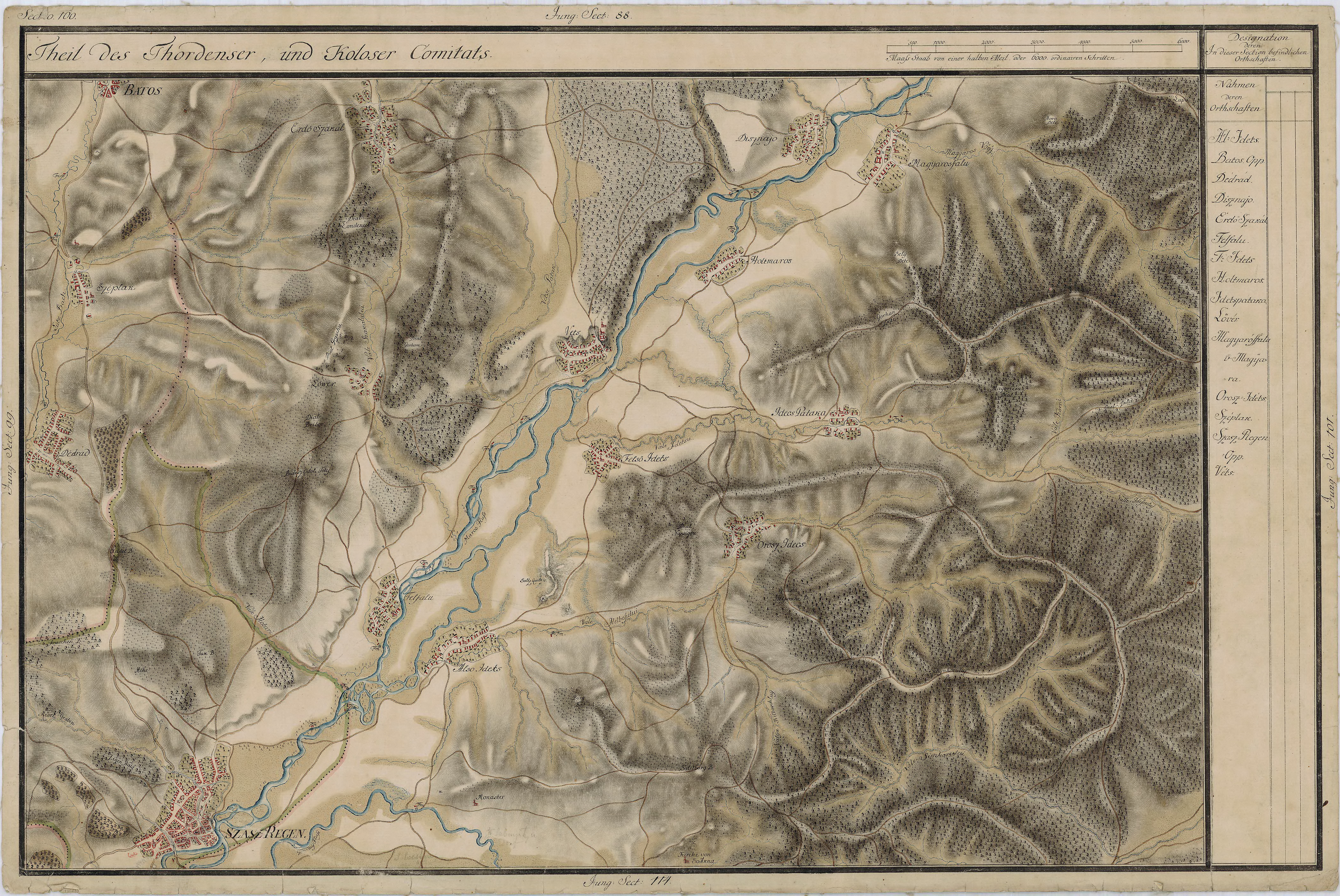
Sächsisch-Regen (Szasz Regen) in der Josephinischen Landaufnahme von 1769 bis 1773.

Im ungarischen Königreich gehörte das Gebiet um Sächsisch-Regen zur Grundherrschaft der Tomaj, einer hochadeligen Familie, die 1222 bis 1224 den Ehrentitel des königlichen Oberstallmeisters erwarb und 1233 bis 1235 einen Woiwoden von Siebenbürgen stellte. Teile dieser Familiensippe stellten die örtlichen Grundherren. Dionysos III. Tomaj wurde zum Stammvater der ungarischen Grafenfamilien Losonoczi, Banffy-Losonoczi und Losonoczi-Dezsöfi. Der jeweilige Grundherr trug den Titel „Magister“. Eine Erbteilung führte 1319 zur Inventarisierung der Liegenschaften und Rechte des Tomaj-Klans im Gebiet um Sächsisch-Regen. Hierbei werden etwa 25 Dörfer und umfangreicher Waldbesitz aufgelistet. Schon um 1300 wurde im Ort der Sitz eines Dekanats eingerichtet, 1332 wurde ein Kollegiatstift begründet.
Ab 1437 erschien erstmals die Namensform Regen (oppidum Regen). Sächsisch-Regen bildete bereits als Marktflecken den Verwaltungsmittelpunkt des Reener Ländchen, an das sich nördlich das Nösnerland anschließt. Der auffallend große Marktplatz der Altstadt wird als Indiz für eine rege Fernhandelstätigkeit gedeutet. Hierbei war die Lage am Mieresch-Fluss von Vorteil, der schon vor der Stadtgründung als wichtiger Transportweg anzusehen ist. Unweit der Altstadt bestand eine sichere Furtstelle an einer Gabelung des Mieresch; ein Wehr ermöglichte die Anlage von Mahlmühlen.
Wirtschaftliche Grundlage des Ortes war das Leder-, Gerber- und Kürschnergewerbe. Die Stiefelmacher (Tschismenmacher) genossen höchstes Ansehen. In Zünften organisierte Handwerker waren auch Seiler, Fassbinder, Tischler, Wagner, Schlosser, Schmiede, Töpfer, Schneider, Kammmacher, Weber, Hutmacher und Fleischhauer.

### Befestigungsanlagen
Über eine Stadtmauer mit Bollwerken, Wehrtürmen und Toren verfügte Sächsisch-Regen offenbar nicht. Lediglich im Bereich um die Kirche und den Friedhof konnte eine burgartige Verschanzung nachgewiesen werden. Eine wichtige Befestigung war auch die um 1319 erstmals genannte Burg „Mentövar“, eine Fliehburg in den Bergen nahe dem Nachbarort Haseldorf. Sie geht auf eine Idee des Grafen Thomaj zurück, der die Befestigung zum Gemeinwohl auf eigene Kosten anlegen ließ.
In Reaktion auf die zunehmende Bedrohung durch äußere Feinde nach der Schlacht bei Mohács (1526) wurde ein Teil der Befestigungsanlage um die sächsische Kirche schrittweise verstärkt und eine Bürgerwehr gebildet. Erste Bewährungsprobe war der 1562 entflammte Szekleraufstand, bei dem „die Jobagy-Sachsen umb Rhegen mit großem Schaden davon kamen“.

### Einführung der Reformation
Die Kirchgemeinde von Sächsisch-Regen trat 1551 mit ihrem Pfarrer Josephus Kimpius zum protestantischen Glauben über.
Einen wichtigen Schritt auf dem Weg zur Stadterhebung stellte das am 31. Oktober 1553 von Kaiser Ferdinand I. erteilte Privileg (Freibrief) dar, welches den Regener Bürgern eine erweiterte Autonomie gewährte und auch die Gerichtsbarkeit nach dem Vorbild der Stadt Bistritz begründete. Als Fürst von Siebenbürgen beschützte Sigismund Báthory die nun protestantische Kirchgemeinde vor Übergriffen ungarischer Adeliger und bestätigte die Gültigkeit der alten Verträge und Privilegien. Auch Sächsisch-Regen blieb von Stadtbränden nicht verschont; am 13. März 1636 zerstörte ein Feuer 64 Häuser.

### Die Teilung (1646)
Die Doppelsiedlung Regen wurde erst 1646 geteilt: Ungarisch-Regen (Magyar-Régen) wurde auf Anordnung Fürst Rákóczis abgetrennt und dem Komitat unterstellt. Sächsisch-Regen bewahrte seine Sonderstellung. In Ungarisch-Regen befindet sich der ältere Siedlungsteil, da die dort erbaute hochmittelalterliche Saalkirche romanischen Ursprungs ist. Die jetzt evangelische Marienkirche ist erheblich jünger, sie wurde im Jahr 1330 erbaut; eine Inschrift in der Nordwand belegt das Baudatum.
Beide Ortsteile wurden durch einen Bach – den Rosengraben – getrennt, der nördlich von Sächsisch-Regen im Ziegenwald entspringt. Die Stadt wurde jedoch wegen ihrer isolierten Lage zum Ziel von Überfällen durch die Tataren, 1707 auch Opfer eines Überfalls durch Kuruzzen und 1717 letztmals durch Tataren.

### Die Ereignisse von 1848/49
Um 1830 nahm die Unruhe in den der ungarischen politischen Gruppierungen Siebenbürgens zu. Es sollte die Loslösung des Landes vom Kaiserreich Österreich vorbereitet werden. Im Spätherbst des Revolutionsjahres 1848 wurde auch das Reener Ländchen in die Ereignisse verstrickt. Gegen die Aufständischen wurde eine von Oberstleutnant Urban befehligte Militäreinheit (etwa 1200 Mann) in Marsch gesetzt, welche am Stadtrand von Sächsisch-Regen in Stellung ging und noch durch die städtische Bürgerwehr verstärkt wurde. Am 1. November 1848 rückten 10.000 Aufständische auf die Stadt vor; Parlamentäre forderten die Übergabe der Stadt und ein „Lösegeld“ von 50.000 Gulden. Beides wurde abgelehnt. Den Verteidigern war jedoch ihre Unterlegenheit bewusst und noch am gleichen Tag wurde die Stadt nahezu kampflos aufgegeben. Bei der folgenden Plünderung und Niederbrennung der Stadt in der Nacht zum 2. November 1848 fanden neun sächsische Bürger den Tod. Ein Großteil der Wohngebäude, Werkstätten, die Kirchen und öffentlichen Gebäude wurden ausgeplündert und durch den Brand vernichtet. Im Sommer 1849 wurde der Aufstand auch mit Hilfe zaristischer Truppen endgültig niedergeschlagen, am 21. Juli passierten russische Einheiten unter dem Befehl des Generalleutnants Grotenhjelms das Gebiet um Sächsisch-Regen. Noch lag die Stadt in Trümmern. Bei Stampich Beschken verschanzte Aufständische wurden nach einem zweistündigen Gefecht bezwungen.

### Stadtrechtsverleihung (1863)
Die ehemals eigenständigen Ortschaften Ungarisch-Regen und Sächsisch-Regen wurden am 10. März 1863 zur Marktgemeinde Szászrégen durch kaiserliches Dekret in den Rang einer Stadt des Königreichs Ungarn erhoben. Die Stadtrechte wurden dem Hermannstädter Obergericht unterstellt.

### Wirtschaftliche Entwicklung im 19. Jahrhundert

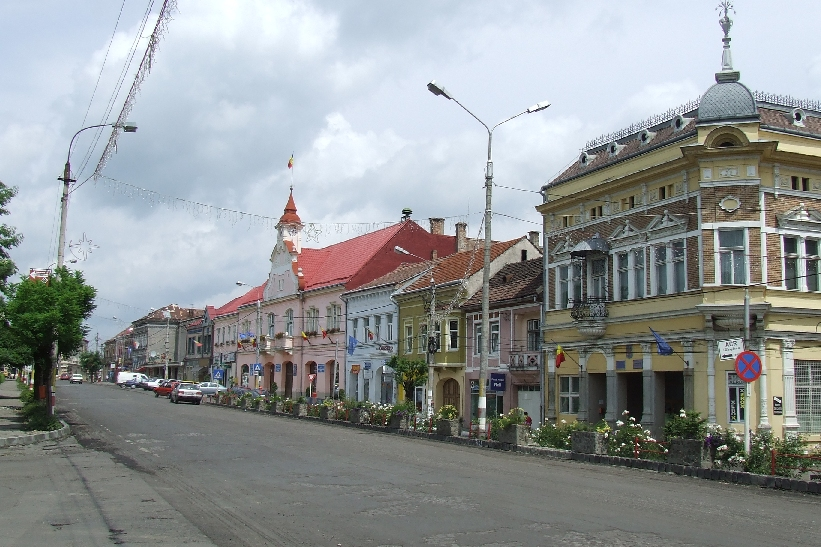
Stadtzentrum

In der zweiten Hälfte des 19. Jahrhunderts erfolgte der Wiederaufbau der zerstörten Stadt. Schon 1881 berichtet ein Reiseschriftsteller: „Die in der Revolution zerstörte ev. Kirche haben sie wiederaufgebaut. (…) Im Jahre 1865 wandelten sie ihre Knabenschule in eine Unterrealschule um, die nachher in ein Realgymnasium überging. (…) Anstelle der bisherigen Beschäftigung der Bewohner mit Branntweinbrennerei trat nun lebhafter Holzhandel. Flöße und Bretter … bringen sie auf dem Maros nach Arad oder bis auf die Theiß und die Donau.“ Im Jahre 1885 wurde die Bahnstrecke Sächsisch Regen-Neumarkt am Mieresch in Betrieb genommen und 1908 um den Streckenabschnitt nach Deda verlängert.

### Entwicklung nach 1918
Der Ort, der jahrhundertelang zu Ungarn gehört hatte, fiel nach dem Ersten Weltkrieg an Rumänien, während des Zweiten Weltkriegs durch den Zweiten Wiener Schiedsspruch wieder an Ungarn.
In der Zwischenkriegszeit war der Ort durch ein reges Kunst- und Kulturleben geprägt. Die auch zwischen den ethnischen Bevölkerungsgruppen bestehenden Kontakte führten zur Bildung von Musik und Theatervereinen, Sängerkreise und Literaturzirkel, Sportvereine und der Wandertourismus bestimmten die Freizeit der Bewohner. 1924 zählte die Stadt 160 Handelsfirmen, meist in Besitz von Kleinbürgern. Als Grundlage der technischen Entwicklung wurde ein Wasserkraftwerk errichtet, Flugpioniere errichteten am Ortsrand von Mociar einen Feldflugplatz, der 1944 als strategisches Ziel bombardiert wurde.

### Von der kommunistischen Herrschaft bis zur Gegenwart
Nach dem Frontwechsel Rumäniens 1944 floh die deutsche Bevölkerung (siehe Siebenbürger Sachsen) mit der im Rückzug befindlichen Wehrmacht gen Westen; nur ein Teil kehrte zurück. Nach Kriegsende wurde die Stadt wieder rumänisch, der größte Teil der ungarischen Bevölkerung blieb in ihrer angestammten Heimat. Eine Gedenktafel an der Sächsischen Kirche erinnert heute an das schwere Schicksal hunderter deportierter Bürger der Stadt, die nach dem Kriegsende verhaftet und als Zwangsarbeiter in die Sowjetunion deportiert wurden, wobei viele in der Fremde verstarben.
Die Rumänische Kommunistische Partei dominierte nach dem Zweiten Weltkrieg die Regierung und richtete ihre Politik sofort auf die Entwicklung eines sozialistischen Staates aus. Im Ergebnis der ersten Verwaltungsreformen wurde Reghin dem Bezirk Mureș zugeordnet. Auch in Reghin wurden die meisten Betriebe und Unternehmen verstaatlicht, die Bauern erlebten eine Kollektivierung der Landwirtschaft. Um den Anteil der rumänischen Bevölkerungsgruppe zu vergrößern wurden seit den 1960er Jahren am Stadtrand neue und komfortable Wohngebiete errichtet. Gleichzeitig begann man mit dem Bau weiterer Fabrikanlagen – speziell des holzverarbeitenden Gewerbes; mit ausländischer Entwicklungshilfe wurde nach 1970 im Gewerbegebiet die modernste Großbrauerei Rumäniens errichtet.
Im Laufe der 80er Jahre verschärfte sich der nationalistische Kurs des kommunistischen Regimes abermals und mündete 1988 in der Auswanderung von 20.000 Ungarn aus Rumänien. Die in ungarischer und deutscher Sprache erscheinenden Zeitungen und Bücher sowie Rundfunksendungen wurden zensiert. Der rumänische Geheimdienst Securitate drang in alle gesellschaftlichen Schichten ein und erzeugte ein Klima der Angst und ständiger Überwachung. Als Reaktion auf diese politischen Repressalien in der Ceaușescu-Ära wurden die in weiten Teilen Siebenbürgens empfangbaren ungarischen Radio- und Fernsehprogramme zur Hauptnachrichtenquelle. Nationalistisch motivierte Konflikte entluden sich im März 1990 im Gebiet der Kreisstadt Târgu Mureș (siehe Ethnische Ausschreitungen von Târgu Mureș).
Als Folge der verfehlten Wirtschaftspolitik der Ceaușescu-Regierung musste die Rationierung von Grundnahrungsmitteln, Mineralölprodukten und Elektroenergie eingeführt werden. Besonders kritisch war die Rationierung im Bereich der medizinischen Versorgung. Diese schlechten Arbeits- und Lebensbedingungen unter kommunistischer Herrschaft führten auch zu einer weiteren Verringerung der deutschen Bevölkerung durch Auswanderung nach Westdeutschland. Heute besteht die evangelische Kirchgemeinde, der traditionell die deutsche Bevölkerung angehört, aus etwas mehr als 200 Mitgliedern. Es ist beachtlich, dass diese Kirchengemeinde als eine der jüngsten der evangelischen Landeskirche ein Durchschnittsalter von ungefähr 35 Jahren hat. Nach längerer Vakanz wurde 2010 in der evangelischen Kirchgemeinde wieder ein Stadtpfarrer in sein Amt eingeführt.

## Bevölkerung
Die Bevölkerung der Gemeinde entwickelte sich wie folgt:
| 1850 | 6.459  | 1.587  | 1.550  | 2.997 | 325                |
| 1910 | 11.782 | 2.356  | 5.977  | 3.280 | 169                |
| 1941 | 13.595 | 2.063  | 8.650  | 1.834 | 1.048              |
| 1977 | 29.903 | 16.131 | 12.287 | 500   | 985                |
| 1992 | 39.240 | 24.601 | 12.471 | 346   | 1.822              |
| 2002 | 36.126 | 23.611 | 10.396 | 237   | 1.882              |
| 2011 | 33.281 | 20.823 | 8.252  | 183   | 4.023 (2.070 Roma) |
| 2021 | 29.742 | 17.304 | 5.607  | 90    | 6.741 (1.754 Roma) |

### Ethnische Zusammensetzung (1907 und 2002)
Mit der 1907 durchgeführten Volkszählung in Sächsisch Regen wurde auch die Religionszugehörigkeit der Bewohner ermittelt, es lebten in der Stadt 2646 Evangelische (A.B.), 1262 Römisch-Katholische,
1016 Griechisch-Katholische, 48 Rumänisch-Orthodoxe, 1096 Reformierte und 449 Israelitischen Glaubens. Die Ungarn waren katholisch oder reformiert. Die römisch-katholische Kirchgemeinde war schon 1736 entstanden, ihr Gotteshaus war 1781 geweiht worden. Die reformierte Kirchgemeinde ging aus der Muttergemeinde in Ungarisch-Regen hervor, ihre erste eigene Kirche wurde 1889 erbaut. Die Mehrzahl der Rumänen gehörte der Griechisch-Katholischen Kirche an; 1811 wurde die erste Griechisch-Katholische Kirche erbaut. Die Synagoge der Israelitischen Kultusgemeinde von Sächsisch-Regen wurde 1866 erbaut, die Gebetsgemeinschaft entstand bereits um 1850.
Laut einer 2002 erfolgten amtlichen Erhebung lebten in diesem Jahr 36126 Einwohner in der Stadt. Die Bevölkerung bestand aus 23611 Rumänen, 10396 Ungarn, 237 Deutschen, 1831 Roma und 51 Angehörigen weiterer Ethnien. Die religiöse Struktur weist 22283 rumänisch-orthodoxe, 1851 griechisch-katholische, 3550 römisch-katholische und 209 evangelische Gläubige aus, zu sonstigen Konfessionen bekannten sich 1045 Einwohner.

## Kultur

### Die Reener Mundart
Von der Sächsisch-Regener Bevölkerung wurde ein eigener Dialekt des Siebenbürgisch-Sächsischen gesprochen, der als Reener Mundart dokumentiert wurde. Dieser Dialekt ähnelt stark dem heute noch in der Eifel und in Luxemburg gesprochenen moselfränkischen Platt. Das Eifelgebiet mit Luxemburg ist in vielfacher Hinsicht mundartliches Rückzugsgebiet, dessen mundartliche Merkmale im hohen Mittelalter, also zur Zeit des Abwanderns der Rheinländer nach Siebenbürgen, auch im Rheintal und zum Teil im ganzen Rheinland gegolten haben. Fließende Gespräche auf Eifeler Platt und dem Siebenbürger Dialekt sind noch heute problemlos möglich. Jedoch ist die Zahl der aktiven Sprecher rückläufig.
Ein Reener Mundartdichter war Johann Karl Rösler (1861–1944).

#### Mundartprobe
„ Aus der gâdn, ôldn Zet

Wann ech zeráckding u men Kándhît, derno ás deser Gedônkn verbonne mát der «gâdn, ôldn Zet».
Dôt wôr de gât, ôld Zet, wo de Birjer noch Zet han - munchmôl uch u ánám Wochedôch - fur dem Stádtesche, awer dem Gewárfvrin ze stoh, á Zigartche ze rûche, sich iwer de Geschiefter ze onderhôln, de Furifgoáne tumm uzerien und iwer án gâdn Wátz ze lache, dat der Muerk tschokelt.
Wo em Zet und Last hat u ánám „Noberscheftsdôch“ ám Zingbásch Buhai ze môche. Wo et Hulzflîsch, Gulyas, Harlekîn uch Klotsch und net ze vergiesse á  gât Trêptche gôf.“

(Frei übersetzt: Aus der guten alten Zeit
 Wenn ich zurück denke an meine Kindheit, dann sind diese Gedanken verbunden mit der «guten alten Zeit». Das war die gute, alte Zeit, wo die Bürger noch Zeit hatten – manchmal auch an einem Wochentag – vor dem „Städtischen“, oder dem Gewerbeverein zu stehen, ein Zigarrchen zu rauchen, sich über die Geschäfte zu unterhalten, die Vorübergehenden dumm anzureden und über einen guten Witz zu lachen, das einem der Markt wackelte. Wo man Zeit und Lust hatte und an einem «Nachbarschaftstag» im Ziegenwald ein gemütliches Waldfest veranstaltete. Wo es Holzfleisch (Braten), Gulasch, Harlekin- und Hefekuchen und nicht zu vergessen einen guten Tropfen gab.)

#### Beispiele
| Reener Mundart | Deutsch     |  | Reener Mundart | Deutsch          |  | Reener Mundart | Deutsch                    |
| -------------- | ----------- |  | -------------- | ---------------- |  | -------------- | -------------------------- |
| Aklor          | Brille      |  | Bálich         | Kinder           |  | Blêchán/Blôch  | Rumänin/Rumäne             |
| Borboi         | Kartoffel   |  | Dáppn          | Topf             |  | Gatch          | Unterhose                  |
| Hetschenpetsch | Hagebutte   |  | Hontertknerzke | Holunderbeere    |  | Kradder        | Frosch                     |
| Obers          | Schlagsahne |  | Schnirich      | Schwiegertochter |  | Zadder         | Lumpen, abfällig: Schlampe |

### Städtepartnerschaften
Reghin hat mit folgenden Orten eine Städtepartnerschaft vereinbart:
- Bourg-la-Reine in Frankreich[15]
- Érd im Komitat Pest-Pilis-Solt-Kiskun in Ungarn seit 2005[16]
- Lubaczów in Polen seit 2014[17]
- Nagykőrös im Komitat Pest-Pilis-Solt-Kiskun in Ungarn[15]
- Salle in Italien seit 2006[18]
- Ungheni in der Republik Moldau seit 2006[19]
- Vianen in den Niederlanden, seit März 1994[15]

Des Weiteren wird auf der Website Reghins auch die bayerische Stadt Regen erwähnt; in der der Kleinstadt Regen, nicht.

## Sehenswürdigkeiten

### Bauwerke
- Der historische Stadtkern steht unter Denkmalschutz (Ensemble). Als Einzeldenkmale sind bereits die „Sächsische Kirche“ mit Evangelischer Schule (Str. Călărașilor 1) und eine Reihe von innerstädtischen Verwaltungsgebäuden, Wohn- und Geschäftshäusern ausgewiesen worden.
- Die zahlreichen Kirchen der Stadt laden zum Besuch ein, zu ihnen zählen:
  - Reformierte Kirche, Str. Toamnei, erbaut im 13. Jahrhundert
  - Reformierte Kirche, Str. Mihai Viteazul, erbaut im 19. Jahrhundert
  - Römisch-Katholische Kirche in Apalina aus dem 18. Jahrhundert
  - Römisch-Katholische Kirche, Str. Mihai Viteazul, aus dem 18. Jahrhundert
  - Orthodoxe Kirche, Str. Nicolae Bălcescu, 1818 geweiht.
  - Orthodoxe Kirche „Christi Himmelfahrt“, Piata Petru Maior 27 wurde 1912 vom Architekt Gustav Wagner errichtet.
  - Die Griechisch-Katholische Kirche wurde 1948 in Rumänien verboten und erst nach 1990 wieder als Religionsgemeinschaft zugelassen, als jüngstes Gotteshaus der Stadt Reghin wurde vom greisen Kardinal Alexandru Todea im Beisein zahlreicher Ehrengäste und der wiedergegründeten Kirchgemeinde der Grundstein für die um 2000 in modernen Bauformen errichtete Kathedrale „Christi Himmelfahrt“ gelegt. Todea war 1948 der letzte Protopop in Reghin.
  - Die Holzkirche Sfântul Nicolae der Rumänisch-Orthodoxen Kirche (str. Măcieșului nr. 5), 1725 errichtet, steht unter Denkmalschutz.[3]
- Die Stadtverwaltung von Sächsisch Regen erhielt 1870 durch die Vereinigung von drei Wohnhäusern zum neuen Rathausgebäude seinen repräsentativen im neubarocken Baustil gestalteten Amtssitz. Über dem Haupteingang des Gebäudes erhebt sich ein als Dachreiter aufgesetztes Uhrtürmchen.
- Auf der Nordseite des Marktplatzes befinden sich das Postamt, das in neobarockem Stil errichtete Finanzamt mit einem von filigranen gusseisernen Gittern eingerahmten Prunkballkon, die 1865 von Vertretern der sächsischen Bevölkerungsgruppe gegründete städtische Sparkasse und das 1866 von rumänischen Bankiers eröffnete Bankhaus ASTRA.
- Die angrenzenden Bürgerhäuser besitzen ebenfalls reich dekorierte und liebevoll restaurierte Fassaden, die Details verweisen auf einst dort ansässige vermögende Händler und Handwerker, die in den Hintergebäuden und Höfen ihre Kontore und Werkstätten besaßen.
- Der noch bis 1959 mit Pflastersteinen belegte Hauptmarkt gegenüber dem Rathaus wurde durch einen Park ersetzt und bildet das begrünte Stadtzentrum. Besucher finden dort neben farbenfroh gestalteten Blumenbeeten und Hecken die Denkmale für Petru Maior, Mihai Eminescu (beide vom Bildhauer Ion Vlasiu), Constantin Romanu-Vivi und Patriciu Barbu – beides bedeutende Persönlichkeiten der Stadtgeschichte.
- Der ehemalige Justizpalast wurde 1870 errichtet und wird heute als Gymnasium Alexandru Ceusianu genutzt. Eine allegorische Darstellung der Justitia im Vestibül des Hauptgebäudes erinnert Besucher an die ursprüngliche Nutzung des Gebäudes.
- Neben dem ehemaligen Justizpalast befindet sich an einem Wohnhaus die Gedenktafel für den dort beheimateten rumänischen Anwalt und Schriftsteller Al. Ceusianu.
- Eine weitere Gedenktafel erinnert an einem Seitengebäude des Gymnasiums Augustin Maior an den 1903 in Reghin geborenen Komponisten Rudolf Wagner-Régeny.
- Auf Veranlassung der Stadtverwaltung wurde 1953 eine leerstehende Villa beschlagnahmt und als Kinderklub (Clubul Copiilor) für die Freizeitbeschäftigung eingerichtet. Die dort befindlichen Räume und Werkstätten werden auch heute von vielen Kindern und Jugendlichen genutzt.
- In Apalina, Brâncovenești und Gornești befinden sich Schlösser aus der Zeit der ungarischen Könige und Grafen.

### Museen und Sammlungen
- Das Ethnographische Museum informiert über die Stadtgeschichte und zeigt Volkskunst und -trachten.
- Der Waldpark in Gurghiu – parcul dendrologic mit typischen Holzhäusern der Region.
- Eine der vollständigsten Sammlungen zur Vogelwelt (Avifauna) Rumäniens kann in den Räumen des Lucian Blaga Lyceum besichtigt werden, sie wurde von dem Reener Tierpräparator Stefan Kohl angelegt.[21]
- Die Musikinstrumenten-Fabrik hat zahlreiche Preise auf internationalen Messen erworben. In einem Schauraum werden die prämierten Geigen und Gitarren vorgestellt (mit Werksverkauf). An den Hauptzufahrtsstraßen wurden schon in den 1980er Jahren von Künstlern gestaltete Geigen als Werbeobjekte für die Stadt installiert.

### Bäder und Kureinrichtungen
- Am Elektrizitätswerk befindet sich das modernisierte Stadtbad
- Im Stadtteil Ideciu de Jos (Untereidisch) kann man ein hochkonzentriertes Solebad besuchen; das von einer natürlichen Quelle gespeiste Wasser enthält auch winzige Salzkrebstierchen.

### Parks
- Der große Marktplatz im Stadtzentrum wurde in den 1960er Jahren in eine Parkanlage umgestaltet. Hier findet auch der Weihnachtsmarkt und eine Vielzahl von Freiluftveranstaltungen statt.
- Ein weiterer Park mit seltenen Bäumen und Gewächsen befindet sich am Elektrizitätswerk der Stadt. Im Winter kann man dort auch Eislaufen.

### Ausflugsziele
Beliebte Ausflugsziele der Umgebung sind:
- der Ziegenwald, hier finden im Grünen traditionelle Familienfeste und Wochenendausflüge statt
- die knorrige Eiche Stejarul – ein Wahrzeichen der Stadt
- der Gottesstuhl (rumänisch Scaunul Domnului) ist der Hausberg des Reener Ländchens

## Bilder

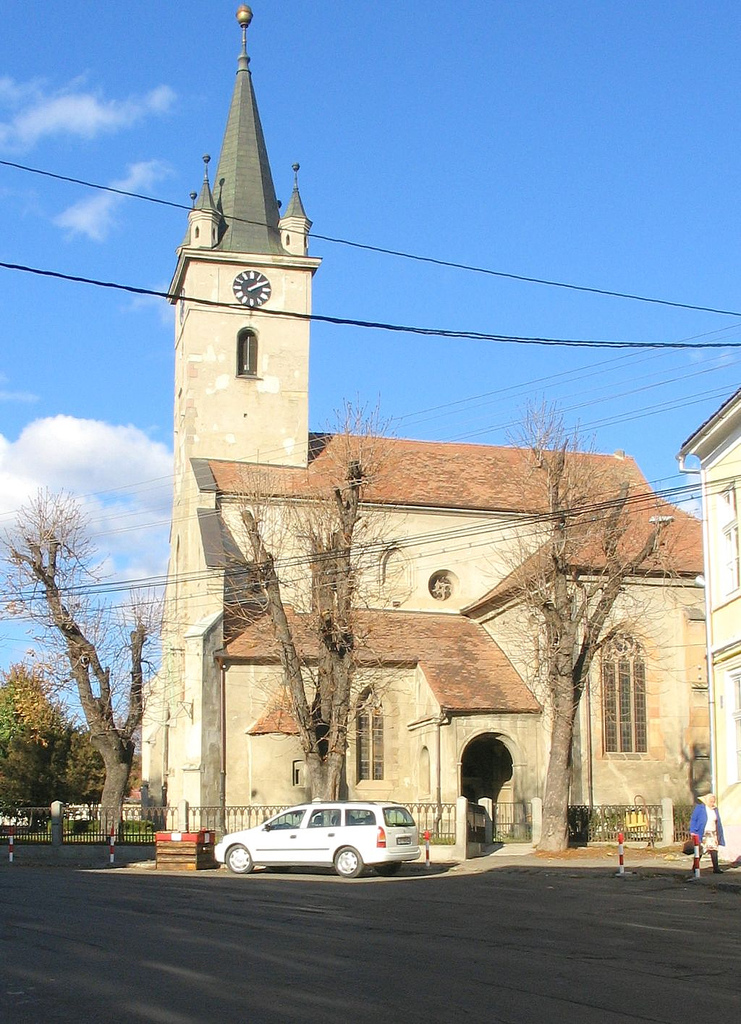
Die von den Bewohnern als „Sächsische Kirche“ bezeichnete Stadtkirche ist Pfarrkirche der Evangelischen Kirche in Sächsisch-Regen
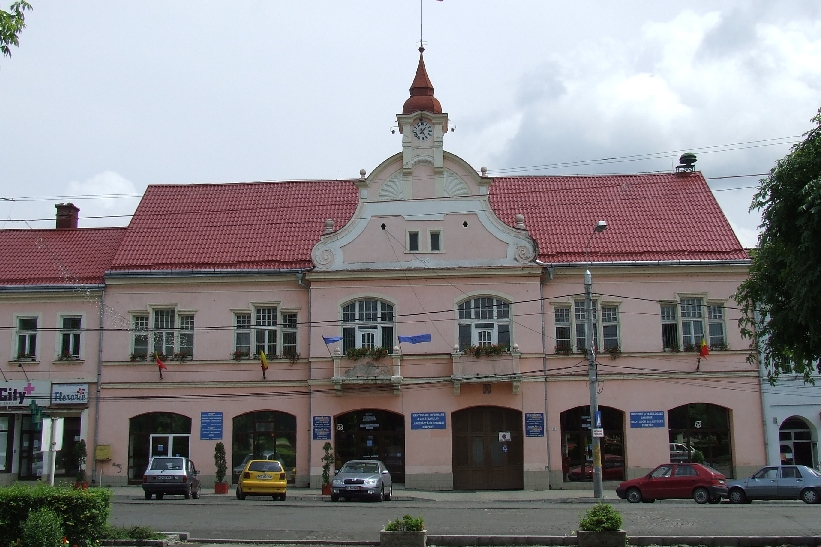
Das Rathaus und Sitz der Kreisverwaltung in Sächsisch-Regen
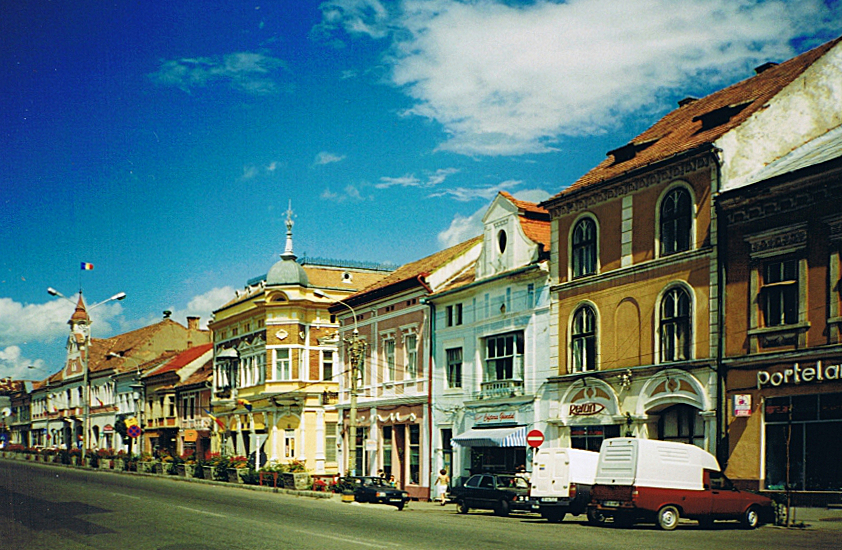
Blick in die Mihai-Viteazu-Straße im Stadtzentrum
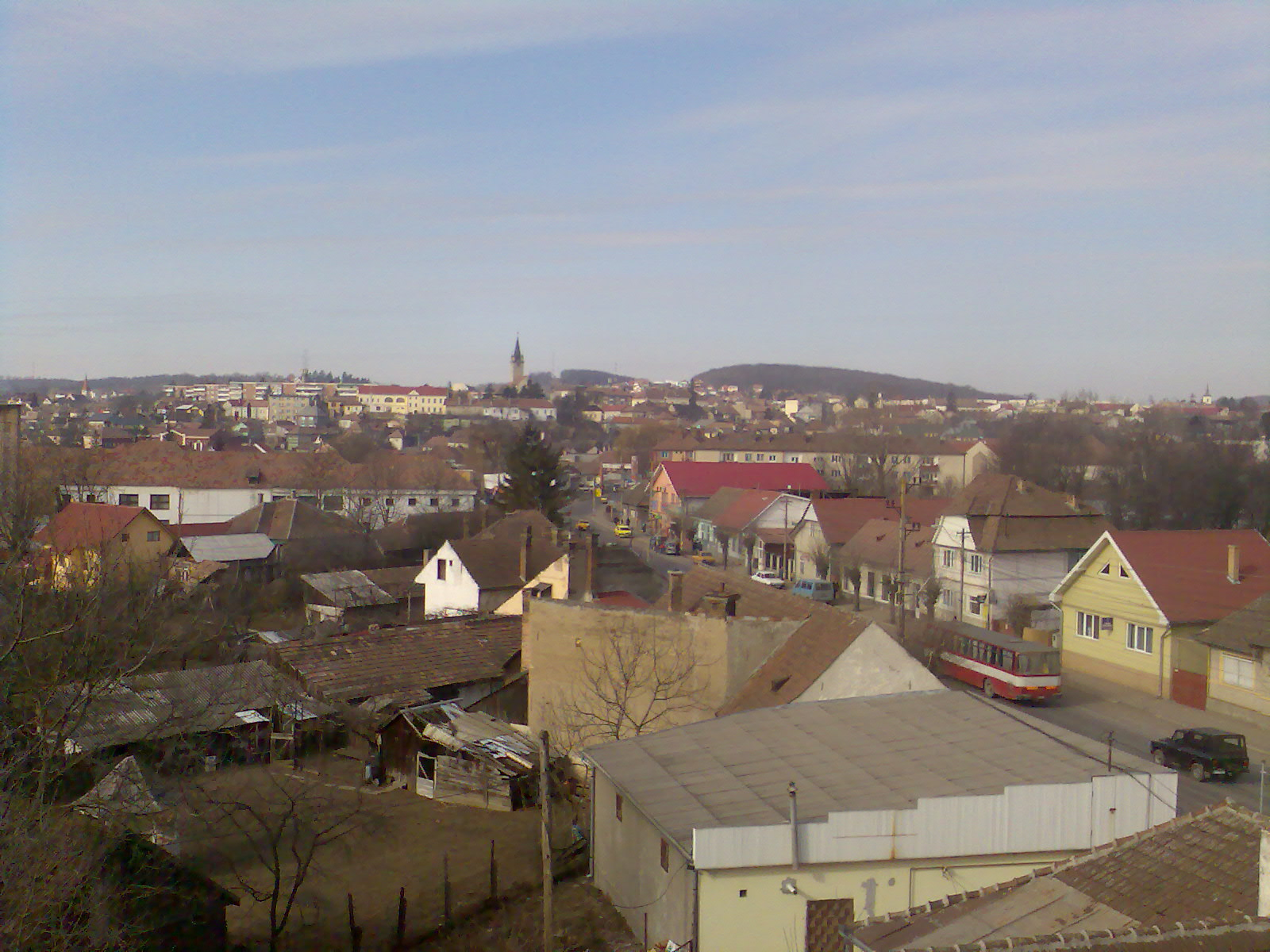
Blick auf Sächsisch-Regen

## Persönlichkeiten
- Josef Haltrich (1822–1886), Volkskundler
- Hans Wühr (1891–1982), Kunsthistoriker und Autor
- Eduard Keintzel (1897–1973), Abgeordneter der deutschen Minderheit
- Ernő Goldfinger (1902–1987), Architekt (geboren in Budapest, verbrachte die ersten Jahre in Sächsisch-Regen)
- Rudolf Wagner-Régeny (1903–1969), Komponist
- Artur Betz (1905–1985), Althistoriker und Hochschullehrer
- Gerhard Kloos (1906–1988), Psychiater, der an nationalsozialistischen Euthanasieverbrechen beteiligt war
- Georg Maurer (1907–1971), deutscher Lyriker
- Friedrich Benesch (1907–1991), Pfarrer und Anthroposoph
- Alexandru Todea (1912–2002), Kardinal; verbrachte seine letzten Lebensjahre in Sächsisch-Regen, wo er 1948 als Stadtdechant vom kommunistischen Regime verhaftet worden war
- Jutta Pallos-Schönauer (1925–2020), Malerin und Graphikerin
- Johann Kondert (* 1944), Fußballspieler und Trainer
- Ioan Bunus (* 1952), bildender Künstler
- Daniel Ciucă (* 1966), Fußballspieler
- Luminița Odobescu (* 1969), Diplomatin
- Cristian Dumitru Crișan (* 1981), Weihbischof in Făgăraș und Alba Iulia

## Medien
Über das Geschehen in der Stadt informiert der private Sender DAReghin-TV mit wöchentlichen Reportagen, welche auch im Internet archiviert werden.